# Sandy Duncan

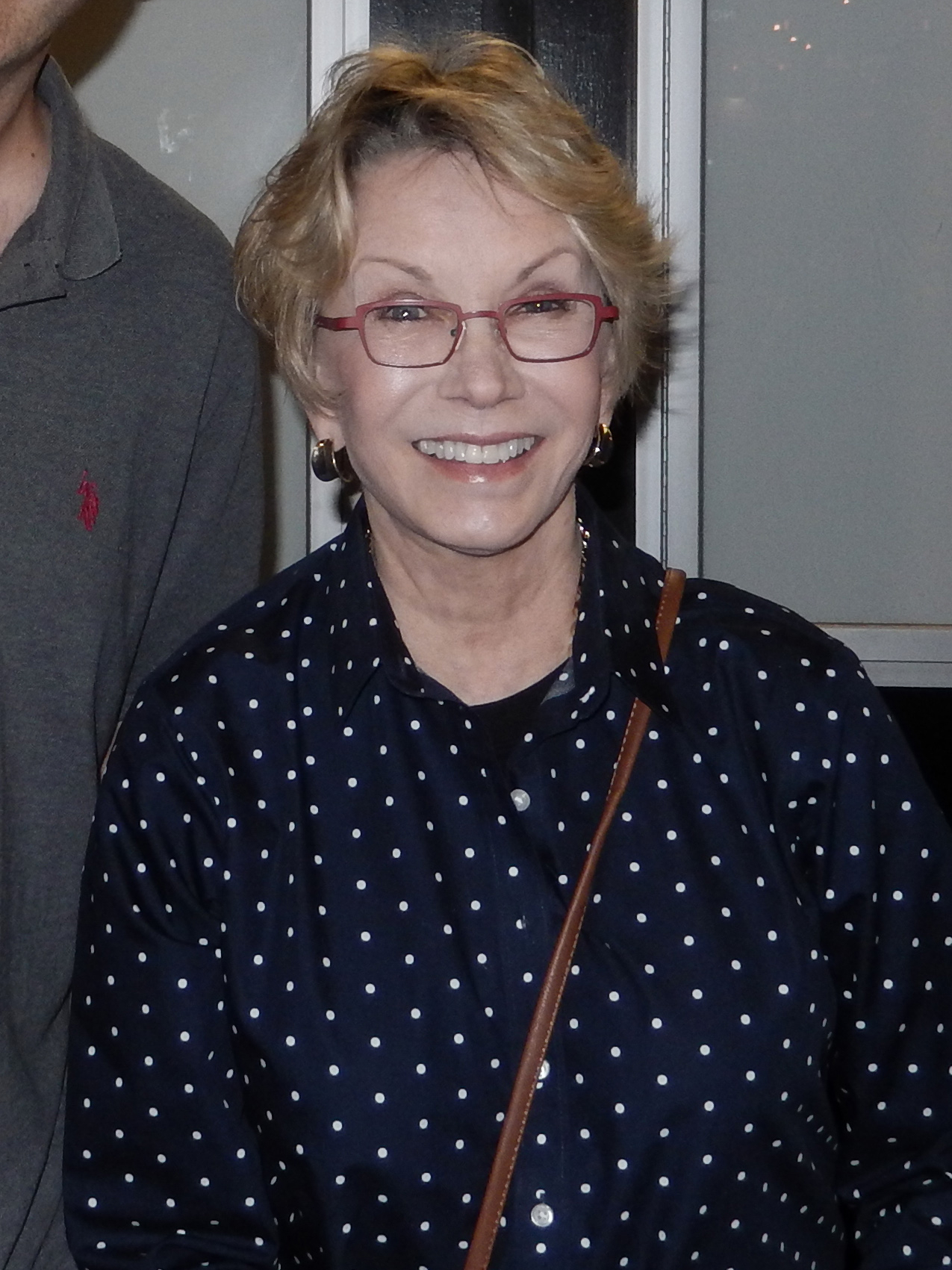
Sandy Duncan (2019)

Sandra „Sandy“ Kay Duncan (* 20. Februar 1946 in Henderson, Texas) ist eine US-amerikanische Schauspielerin und Sängerin.

## Leben

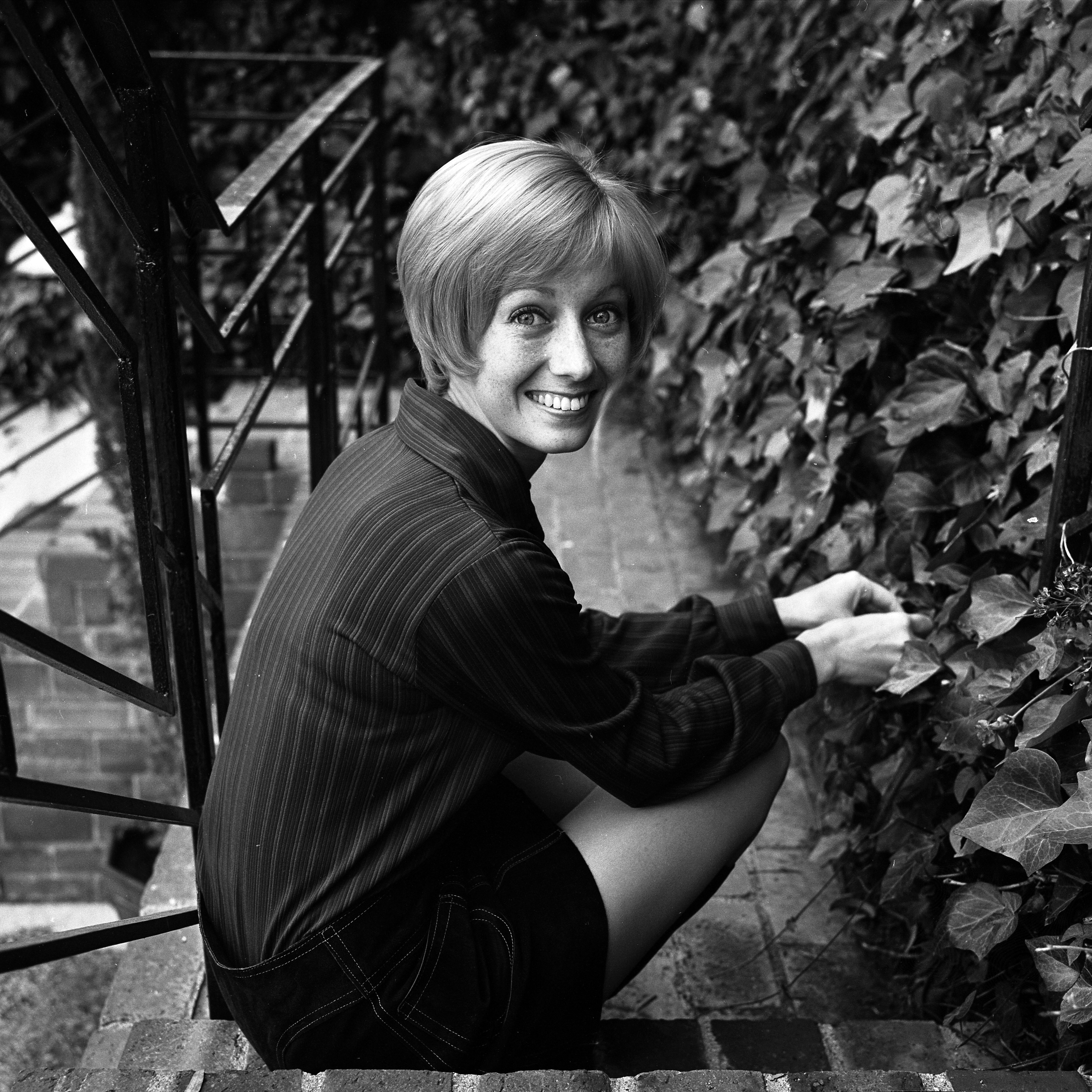
Sandy Duncan (1971)

Sandy Duncan hatte 1971 bei CBS 13 Folgen lang die Haupt- und Titelrolle der Comedyserie Viel Lärm um Sandy inne. Ein Jahr später hatte sie mit The Sandy Duncan Show ihre eigene Sitcom. Nach einer Staffel mit 13 Folgen wurde sie jedoch wieder eingestellt. Von 1987 bis 1991 war sie in Der Hogan-Clan als Sandy Hogan für längere Zeit erneut in einer Sitcom zu sehen.
Duncan war von 1968 bis 1972 mit Bruce Scott und von 1973 bis 1979 mit Thomas C. Calcaterra verheiratet. Aus der zweiten Ehe hat sie zwei Söhne. Seit 1980 ist sie mit dem Schauspieler und Tänzer Don Correia verheiratet.

## Filmografie (Auswahl)
- 1971: Die Millionen-Dollar-Ente (The Million Dollar Duck)
- 1971: Star Spangled Girl
- 1971: Bonanza (Fernsehserie, eine Folge)
- 1971: Viel Lärm um Sandy (Funny Face, Fernsehserie, 13 Folgen)
- 1972: The Sandy Duncan Show (Fernsehserie, 13 Folgen)
- 1976: Der Sechs-Millionen-Dollar-Mann (The Six Million Dollar Man, Fernsehserie, eine Folge)
- 1976: Die Sieben-Millionen-Dollar-Frau (The Bionic Woman, Fernsehserie, eine Folge)
- 1976: Christmas in Disneyland (Fernsehfilm)
- 1976: Die Muppet Show (The Muppet Show, Fernsehserie, eine Folge)
- 1976: Pinocchio
- 1977: Roots (Fernsehminiserie, zwei Folgen)
- 1977: Love Boat (The Love Boat, Fernsehserie, eine Folge)
- 1978: Die Katze aus dem Weltraum (The Cat from Outer Space)
- 1987–1991: Der Hogan-Clan (Fernsehserie, 78 Folgen)
- 1988: Alf (Fernsehserie, eine Folge)
- 1989: Hey-la, Hey-la, die Bouffants sind da (My Boyfriend’s Back, Fernsehfilm)
- 1993: Erdbeben in der Bucht von San Francisco (Miracle on Interstate 880, Fernsehfilm)
- 1995: Law & Order (Fernsehserie, eine Folge)
- 2001: Never Again
- 2014/2015: Law & Order: Special Victims Unit (Fernsehserie, zwei Folgen)

## Auszeichnungen
- 1972: Nominierung für den Golden Globe in der Kategorie Beste Nachwuchsdarstellerin für Die Millionen-Dollar-Ente
- 1972: Nominierung für den Golden Globe in der Kategorie Beste Hauptdarstellerin – Komödie oder Musical für Star Spangled Girl
- 1972: Nominierung für den Emmy in der Kategorie Beste Hauptdarstellerin in einer Comedyserie für Viel Lärm um Sandy
- 1977: Nominierung für den Emmy in der Kategorie Beste Nebendarstellerin in einer Comedy- oder Dramaserie für Roots